# The Thrills
I The Thrills sono stati una rock band irlandese formatasi nel 2001 a Dublino, Irlanda. La band fu fondata dal cantante Conor Deasy e dal chitarrista Daniel Ryan, il chitarrista e bassista Padraic McMahon, il pianista Kevin Horan ed il batterista Ben Carrigan. Il grande successo venne nel 2003 con il loro album di debutto, So Much For The City, che diventò il numero uno in Irlanda e numero tre nel Regno Unito con il singolo Big Sur. MTV.com descrisse il suono della band come un suono ispirato al classico pop Americano dei tardi anni '60 e primi anni '70.

## Storia del gruppo

### Primi anni e So Much For The City (1999-2003)
I The Thrills si sono formati a Blackrock, un quartiere di Dublino a metà degli anni '90, in seguito alla formazione dei Cheating Housewives da parte degli allora vicini di casa Conor Deasy e Daniel Ryan e dei loro amici Kevin Padraic McMahon e Ben Carrigan.
La maggior parte dei membri ha frequentato la scuola elementare insieme alla Hollypark Boys School a Foxrock.
Nel 1999 la band decise di andare a vivere a San Diego. Durante quel periodo scrissero molte tracce che poi vennero mandate all'etichetta locale Supremo Records, la stessa etichetta di un'altra band Irlandese loro amica, i Chicks. La loro relazione con la Supremo però non produsse risultati, infatti, alcuni mesi dopo furono liquidati e scelsero di non informare i loro genitori.
Nel  2004 i The Thrills vinsero un premio EBBA. Ogni anno l'European Border Breakers Awards (EBBA) premia il successo di dieci band o artisti emergenti che raggiungono un alto audience al di fuori delle loro nazioni con il loro primo album pubblicato nell'anno precedente.
Durante un viaggio a San Francisco nel 2001 la band decise di cambiare il loro nome in The Thrills. Più tardi nello stesso anno registrarono sei canzoni pubblicando due demo. Il secondo demo impressionò in maniera favorevole Jonny Davis della Bright Star Recordings e BMG Publishing. Grazie a Davis, l'etichetta indie Rough Trade Records venne a conoscenza della band e ne rimase impressa, offrendo ai The Thrills i soldi per registrare il loro nuovo demo. Il Rough Trade demo fu registrato e l'interesse da parte dell'etichetta per la band crebbe velocemente. Nel settembre del 2002 i The Thrills firmarono per la Virgin Records, attratti dalle promesse di essere creativamente liberi e di registrare il loro EP di debutto ad Hollywood con il produttore Tony Hoffer (Beck, Air).
Dopo aver commercializzato il loro EP nel novembre del 2002, nel dicembre dello stesso anno la band volò a Los Angeles per registrare il loro album di debutto So Much For The City. Distribuito nel 2003 si classificò al #1 in Irlanda e #3 nel Regno Unito, vincendo il disco di platino sia in Irlanda che nel Regno Unito. Nel 2003 l'album venne candidato al Mercury Prize, persero contro Boys in da Corner di Dizzee Rascal. L'album vinse nel 2003 il Q Award come "Miglior Nuovo Artista" e, sempre come "Miglior Nuovo Artista", l'Irish Meteor Awards nel 2003.

### Let's Bottle Bohemia
Il loro secondo album Let's Bottle Bohemia fu pubblicato nel settembre del 2004. Fu registrato a Los Angeles (dove registrarono anche il loro primo album), questa volta con Dave Sardy come produttore, con le orchestre di Van Dyke Parks e il mandolino suonato dal chitarrista dei R.E.M. Peter Buck. L'album godette dello stesso successo del loro album di debutto, classificandosi al primo posto in Irlanda e al numero nove nel Regno Unito. Gran parte grazie al loro singolo Whatever Happened To Corey Haim?.
Lo stesso anno la band prese parte al Band Aid 20, eseguendo "Santa Cruz (You're Not That Far)" e al Live 8. La band collaborò con Ronnie Wood suonando "The Irish Keep Gatecrashing" e con Rod Stewart Maggie May al Irish Meteor Awards del 2005.